# Ты беспокоишь меня
«Ты беспоко́ишь меня́» (итал. Tu mi turbi) — комедийный фильм 1983 итальянского режиссёра Роберто Бениньи. Фильм состоит из четырёх эпизодов, каждый из которых в той или иной форме говорят о Боге. В третьей части под названием «Банк» эта отсылка замаскированна в имени управляющего: Dott. Diotaiuti (то есть Dio ti auiti — помоги тебе Бог).
Первоначальное название фильма «Я не хочу».
Фильм является первой самостоятельной режиссёрской работой Бениньи и был тепло принят зрителями и критиками.

## Сюжет

### Христос
Пастор Бениньо должен стать няней маленького Иисуса, который совершает чудеса дома (так как хождение по воде в ванной). Пастор произносит много поучительных монологов. Он по-прежнему влюблен в Мирю (Николетта Браски), которая давно замужем за Иосифом (Чарльз Монни).

### Ангел
Молодой Бениньо, одетый в смокинг, отчаянно бродит по улицам, так как не имеет своего ангела. Ангел говорит ему с глубоким сожалением, что решил отказаться, так как Бениньо «слишком банальный и предсказуемый, не удивляйтесь, никогда не изменится». 
В конце концов, именно тогда, когда история подходит к трагическому конец (человек замышлял самоубийство), Бениньо просыпается, к счастью для него это был только сон. Но в реальной жизни на самом деле Бениньо состоит в браке с Ангелой (на самом деле, ангел, в комплекте с крылья), которая абсолютно не намерена уходить.

### Банк
Безработный Бениньо отчаянно нуждается в доме. Он посетил несколько, но не имеет достаточно денег. Со своей проблемой он приходит в банк, где в попытке понять банковские механизмы доходит до яростного спора с директором, и его под руки уводят жандармы. Но в итоге он получает свои 40 квадратных метров - замечательную камеру.

### Двое солдат
Солдат и его коллега Бениньо (Клаудио Бигагли) охраняют памятник неизвестному солдату. Когда их очередь охраны заканчивается, они с шутками начинают доказывать существование Бога.

## В ролях
- Роберто Бениньи — Бениньо
- Олимпия Карлиси — Ангел
- Джакомо Пиперно — директор банка
- Николетта Браски — Мария
- Клаудио Бигагли — солдат
- Карло Монни — Джузеппе